# 진상헌
진상헌(1986년 4월 22일 ~ )은 대한민국의 남자 배구 선수이며, 안산 OK저축은행 러시앤캐시 소속의 센터이다.한양대 3학년 시절 프로무대에 뛰어들어 1라운드 3순위로 대한항공의 부름을 받아 입단하였다. 원래 대한항공이 2순위 지명권을 받은 상태였지만 삼성화재에 2순위 지명권을 내주게 되어 삼성화재 측에서 인하대 졸업예정자였던 유광우를 지명하였고 다음 3순위로 그가 대한항공의 지명을 받고 2020년까지 원클럽맨으로 횔약하다가 FA자격을 얻어 OK저축은행으로 이적하였다.

## 인천 대한항공 점보스시절
프로 데뷔 첫 시즌이었던 2007-08 시즌에는 별다른 활약을 보여주지 못했는데, 신장에 비해 팔이 짧은 신체적인 결함 때문인지[4] 센터의 주 임무인 블로킹이 신통치 못했다. 선배인 김형우가 65개, 단신(192cm) 센터였던 이동현도 50개의 블로킹을 잡았는데 높이가 가장 좋은 그는 33개에 불과했다. 공격 성공률도 겨우 절반(51.98%)일 정도로 첫 시즌 득점이 146점에 그쳤다.
이에 실망했던 진준택 前 감독은 이런 그를 자주 기용하지도 않았다. 하지만 그는 속도는 느렸지만 착실히 진화했다.
두 번째 시즌이었던 2008-09 시즌에는 공격 성공률이 53.59%로 올랐고 2009-10 시즌에는 55.86%, 2010-11 시즌에 58.97%를 기록하며 한때 속공 랭킹 현재 4위(성공률 61.17%)로 프로 입문 후 처음으로 ‘톱5’에 들기도 했다.
그렇게 소속 팀에서 주전으로 활약하다 2014년 4월 상무 입대가 확정되어 군복무를 수행한 후, 2016년 1월 전역하여 대한항공에 다시 합류하였다.
2017년 V리그 챔피언 결정전 내내 온갖 세레모니로 이슈를 만들면서 최종전까지 현대캐피탈 선수들과 팬들의 어그로를 끌었으나, 정작 역전패로 팀이 준우승에 머물면서 도리어 역관광을 당했다.그 뒤 FA 자격을 얻었으나 3차에서야 겨우 계약에 성공하였다. 연봉 2억 5천만원에 계약하였다.

## 안산 OK금융그룹 읏맨시절
2019-20시즌 종료 후 FA 자격을 획득해 3년간 연봉 2억 5천만원에 FA 계약을 맺었다. 데뷔 이래 대한항공에서 원클럽맨으로 활약했던 진상헌의 배구 인생 제2막이 열리게 되었다.
시즌전에 열린 컵대회에서는 부상으로 인해 좋은모습을 보여주지못하였지만, 정규시즌들어서는 주전 센터로 맹활약하고 있다. 11월 9일까지 블로킹 1위에 올라있다.

## 출신학교
- 서울송전초등학교
- 인창중학교
- 문일고등학교
- 한양대학교